# Cape Andreyev
Cape Andreyev är en udde i Antarktis. Den ligger i Östantarktis. Australien gör anspråk på området.
Terrängen inåt land är huvudsakligen platt, men åt sydost är den kuperad. Havet är nära Cape Andreyev åt nordost. Trakten är obefolkad. Det finns inga samhällen i närheten.